# Alvania peli
Alvania peli is een slakkensoort uit de familie van de Rissoidae. De wetenschappelijke naam van de soort werd in 1988 voor het eerst geldig gepubliceerd door Robert Moolenbeek en Emilio Rolán.